# Uretra pendula
L'uretra pendula, detta anche uretra periferica o mediopeniena, è il tratto intermedio dell'uretra distale, che decorre per buona parte della metà dorsale del pene, dall'inizio dell'asta esterna fino alla corona del glande. Lunga in media 7 cm a riposo, è interamente circondata dalla sezione dorsale del corpo uretrale (costituito dalla zona dei dotti parauretrali, dai corpi cavernosi e dal corpo spugnoso uretrale).
È caratterizzata dalla presenza di innumerevoli recessi, le lacune uretrali di Morgagni, che ospitano migliaia di piccole ghiandole uretrali e periuretrali, con funzione lubrificante, antibatterica e nel campo della pre-eiaculazione; si possono riscontrare anche piccole creste uretrali. Alcune importanti strutture sono le Piccole Lacune o seni uretrali di Morgagni. È preceduta anteriormente dall'uretra bulbare, e continua in direzione anticaudale nell'uretra navicolare.

## Nomi
Nei manuali, l'uretra pendula viene anche chiamata con i seguenti nomi: uretra pendulosa, pendulare, pendulospugnosa, pendulospongiosa, pendulolacunosa, pendulocavernosa, periferica, periferale, penile (il termine "uretra penile" è tuttavia più usato per indicare l'uretra spugnosa).
Viene raramente descritta come uretra peniena mediana, intermedia, mediopeniena o mediopenile, in virtù della sua posizione.
È anche la prima e prevalente sezione dell'uretra peniena esterna, inferiore, distale, anteriore o anterograda, a volte riferita come uretra dorsale o esterna.

## Anatomia

### Descrizione e classificazione
L'uretra pendula è la parte intermedia dell'uretra spugnosa, collocata tra le sezioni bulbare e navicolare. Si estende lungo la sezione dorsale peniena, dal punto in cui le radici del pene lasciano spazio al corpo del pene, che fuoriesce all'esterno, fino alla corona del glande. È circondata e sostenuta dalla struttura nota come corpo uretrale, che comprende in sé la regione dei dotti parauretrali, i due corpi cavernosi e il corpo spugnoso, o spugna uretrale maschile; a differenza dell'uretra bulbare, è libera nel movimento. La presenza del corpo uretrale non solo permette l'erezione e sostiene la struttura del pene, ma comprime l'uretra per evitare che la minzione possa avvenire nella fase di eccitazione. Questo segmento uretrale è del tutto esterno nel suo decorso, ed ha origine dalla parte fallica del seno urogenitale. Come ogni altro segmento, contiene ed è circondata da un complesso labirintico di ghiandole uretrali e parauretrali, il cui numero complessivo è dell'ordine delle migliaia; inoltre include minuscole creste uretrali. Le ghiandole e i dotti parauretrali di questo segmento sono costituiti dalle ghiandole di Littré ed intraepiteliali; sono avvolte da tessuto spugnoso uretrale. In questo segmento si aprono le Piccole Lacune o seni uretrali di Morgagni, diverticoli maggiori del pavimento inferiore allineati e costituiti da grappoli di ghiandole di Littré, che proseguono dalla sezione bulbare fino alla fossa navicolare.
Esiste una classificazione complessa dell'uretra pendula, basata su quali sezioni del pene attraversa. Risulta particolarmente utile nello studio dei casi di ipospadia ed epispadia. Designa i seguenti tratti:
- Uretra mediopeniena: corrisponde alla maggior parte dell'uretra pendula, essendo compresa tra l'uretra peniena prossimale (bulbare) e la porzione più distale (navicolare); misura circa 6 cm ed è omogenea.
- Uretra subcoronale: il breve tratto che precede la corona del glande; misura circa 1 cm.

### Dimensioni

#### Lunghezza a riposo
L'uretra pendula costituisce la maggior parte dell'uretra peniena distale. Nel complesso, la lunghezza dell'uretra distale a riposo (vescica vuota e pene flaccido) non è univoca nell'adulto, al contrario mostra variazioni molto ampie, che dipendono da vari fattori: anzitutto le dimensioni del pene. In linea di massima, il dato medio si attesta a circa 10 cm, ma in realtà può variare liberamente tra i 7 cm e i 15 cm. Queste misure sono state comprovate da varie indagini su centinaia di volontari, effettuate in situazione di riposo mediante sonografia e uretrografia. Nella grande maggioranza dei casi, l'uretra bulbare e l'uretra distale hanno la stessa lunghezza, dal momento che la metà ventrale del pene dovrebbe corrispondere simmetricamente alla metà dorsale. Tuttavia, in alcuni individui è possibile che l'uretra bulbare superi in lunghezza quella distale o, più raramente, che l'uretra distale sia il tratto più lungo; la misura di entrambe è infatti stimata a 10 cm ciascuna, ma di fatto varia tra i 7 cm e i 15 cm.
In generale, come emerso dagli studi, la lunghezza dell'uretra pendula ammonta a 7 cm, con un intervallo medio di 6 - 9 cm. Tuttavia, questo dato differisce notevolmente da un individuo all'altro, oscillando in modo sensibile tra 5 cm e 12 cm.

#### Elasticità longitudinale
L'uretra pendula possiede una notevole elasticità longitudinale, che consente un allungamento importante senza il rischio di rotture e senza particolari dolori, anche in caso di importanti trazioni meccaniche. Queste variabili vengono sempre scartate durante le misurazioni, che sono effettuate in condizioni di totale riposo. In particolare, l'uretra spugnosa subisce una distensione notevole durante il fenomeno dell'erezione; l'entità ammonta in genere a 5 - 10 cm, con una media di 6,7 - 7,2 cm, ma di fatto varia notevolmente da individuo a individuo.

#### Diametro e pervietà del lume
L'uretra pendula è ristretta e scarsamente dilatabile; il diametro è uniforme e ammonta a circa 6 mm. L'elasticità latitudinale, ovvero la possibilità di allargamento, è molto scarsa, a differenza di quella longitudinale che è soggetta al fenomeno dell'erezione; il lume non può essere dilatato molto oltre il centimetro. In situazione di riposo, il lume è quasi virtuale, apparendo come una fessura nella circostante regione periuretrale; durante l'erezione tuttavia si distende, divenendo cilindrico, e viene ulteriormente ampliato durante l'emissione della pre-eiaculazione e dell'eiaculazione. La presenza delle innumerevoli lacune uretrali, che ospitano migliaia di piccole ghiandole uretrali e periuretrali, contribuisce a renderlo sconnesso, benché la dimensione e la profondità delle lacune sia fortemente variabile; lo stesso vale per le fessure note come creste uretrali, in questo tratto poco rilevanti.

#### Nel neonato
Nel neonato l'uretra pendula misura già quasi come quella di una donna adulta, con una media di 2 cm (variabile tra 1,5 cm e 3 cm), per un diametro di circa 4 mm.
Caratteristiche peculiari